# Synagogue de Ludwigsbourg (1884-1938)

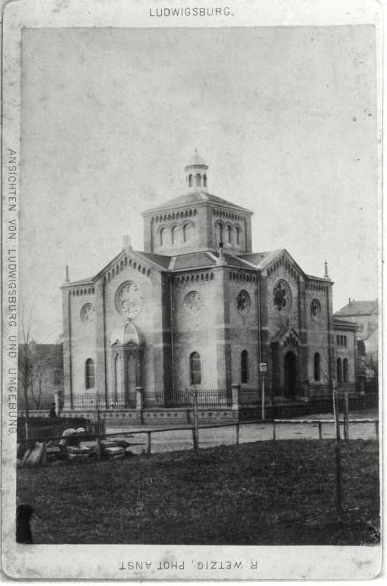
La synagogue de Ludwigsbourg

La synagogue de Ludwigsbourg, inaugurée en 1884 a été détruite en 1938 dans la journée qui a suivi la nuit de Cristal où la plupart des lieux de culte juif en Allemagne ont été incendiés.
Ludwigsbourg est une ville allemande du Land de Bade-Wurtemberg, dans le district de Stuttgart, au bord du Neckar, à 15 km au nord de Stuttgart. Elle compte actuellement près de 87 500 habitants.

## Histoire de la communauté juive

### AuxXVIIIeetXIXesiècles
Ludwigsbourg est une ville récente, qui s'est érigée à partir de 1718, quand le duc Eberhard Ludwig von Württemberg transforme le pavillon de chasse qu'il a fait bâtir en 1704 en résidence principale.
Malgré les lois d'exclusion en vigueur depuis la fin du XVe siècle, plusieurs Juifs et leur famille s'installent en ville dès sa création. Ce sont principalement des marchands fournisseurs du duc et qui se trouvent sous sa protection personnelle. Certains d'entre eux sont appelés Juifs de cour, comme Joseph Süss Oppenheimer (dénommé  le Juif Süss) qui obtient l'autorisation d'acheter vers 1735 une maison à proximité du château de Ludwigsbourg. L'ancienne maison de Joseph Süss Oppenheimer, construite vers 1726, existe toujours au 18 Mömpelgardstraße.
À partir de 1800-1803, les Juifs peuvent s'installer en ville. Entre 1832 et 1849, la communauté juive de Ludwigsbourg et celle d'Aldingen am Neckar, ville distante de 6 km, sont associées. La communauté juive de Ludwigsbourg va exister jusqu'en 1941.
La communauté juive possède une synagogue, une école juive et un cimetière. En 1817, un Mikvé (bain rituel) est aménagé au sous-sol de la maison de Wolf Jordan au 18 Mömpelgardstraße et sera utilisé jusqu'en 1840. Après cette date, il n'y a plus de Mikvé à Ludwigsbourg. Un enseignant est embauché pour les cours de religion. Il conduit aussi les offices religieux et est en même temps Hazzan (chantre) et Shohet (abatteur rituel). La communauté dépend depuis 1832 du rabbinat de district de Stuttgart.
Au XIXe siècle, les familles juives vivent principalement du commerce et de l'artisanat. Elles contribuent également de façon importante à l'industrialisation de la ville. Le maître-tisserand Benedikt Elsas installe à Ludwigsbourg une des premières usines textiles, qui emploie dans les années 1880, 70 à 80 ouvriers. Cette usine restera propriété de la famille jusqu'à son expropriation par les nazis. Max Elsas (1858-1942) qui la dirige depuis 1918, a été membre du conseil municipal pendant de nombreuses années et maire de Ludwigsbourg pendant la Première Guerre mondiale. Il est assassiné au camp de concentration de Theresienstadt. Une rue de Ludwigsbourg porte son nom. 
Le pianiste Sigmund Lebert (1821-1884), né Samuel Levi est né à Ludwigsbourg.

### LeXXesiècleet la fin de la communauté juive
Le plus grand nombre de citoyens juifs à Ludwigsbourg est atteint en 1900 avec 243 personnes soit environ 1 pour cent de la population totale. En 1933, à l'arrivée au pouvoir d'Adolf Hitler, on compte 187 Juifs, auxquels viendront se rajouter par la suite 57 autres. Dès lors, les Juifs sont soumis à des brimades et à une isolation sociale et économique grandissante. Dans la journée suivant la nuit de Cristal, du 9 au 10 novembre 1938, la synagogue est incendiée et de nombreux magasins appartenant à des Juifs sont pillés et saccagés. Le soir même, des hommes juifs et aussi des femmes sont arrêtés et rassemblés dans le Blockhaus (l'ancienne prison des femmes). Ils sont ensuite transférés dans les camps de concentration de Welzheim et de Dachau.
Les Juifs sont forcés de fermer leurs commerces et entreprises, ou de les vendre à des non-juifs. Jusqu'en 1941, date à laquelle commencent les premières déportations, au moins 146 Juifs réussissent à émigrer, dont la moitié vers les États-Unis. 62 vont être déportés dans les camps d'extermination et seulement quatre d'entre eux survivront.
En 1958, le Zentrale Stelle der Landesjustizverwaltungen zur Aufklärung nationalsozialistischer Verbrechen (Service central d’enquêtes sur les crimes nationaux-socialistes) est installé à Ludwigsbourg.

## Histoire de la synagogue

### Les premières salles de prière
Les Juifs de cour installent dès le XVIIIe siècle une salle de prière. En 1739, il est mentionné que les Juifs ont aménagé une pièce comme une synagogue. On ignore où se trouvait cette salle. Cette salle devait servir aux offices du chabbat et des jours de semaine, ainsi que pour les grandes fêtes. Les cérémonies comme les Brit milah (circoncisions), les Bar-Mitzvah ou les mariages ne sont autorisées que de façon occasionnelle et avec une permission spéciale. En règle générale, elles sont célébrées à Aldingen ou à Freudental.
En 1817, une salle de prière est mentionnée, située probablement dans la maison de Wolf Jordan, l'ancienne maison du Juif Süß, au 18 Mömpelgardstraße. En 1824, Wolf Jordan demande l'autorisation à la ville de bâtir une dépendance dans la cour de sa maison avec une pièce chauffée et une salle de prière non chauffée. Après l'accord de la ville, et l'aménagement des lieux, Wolf Jordan loue la synagogue à la communauté juive. En 1832, la synagogue est décrite comme belle, spacieuse et entièrement équipée. À côté de la salle de prière, se trouve une salle de classe pour l'éducation religieuse des enfants juifs, qui en dehors des heures de cours est utilisée comme habitation pour l'enseignant. À partir de 1848, la famille Jordan met gracieusement la salle de prière à disposition de la communauté. 
À compter du 1er septembre 1883, des questions d'héritage mettent fin à l'utilisation de la synagogue des Jordan. À la suite de cela, Rebekka Elsas, la veuve de Benedikt Elsas, propriétaire de l'usine textile, décédé en 1876, met à disposition de la communauté à titre provisoire, une pièce dans sa maison au 4 Marstallstraße, pour les offices religieux. L'ancienne synagogue des Jordan est d'abord utilisée comme entrepôt pour des fournitures militaires, puis quelques années plus tard comme écurie et fenil, avant d'être démolie en 1919-1920.
En 1863, la communauté de Ludwigsbourg introduit la liturgie de Stuttgart, avec des prières et des chants en allemand accompagnés à l'harmonium. 

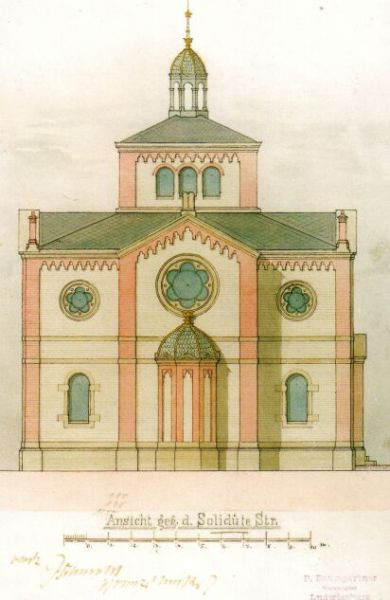
Plan d'élévation de la synagogue

### Construction d'une nouvelle synagogue

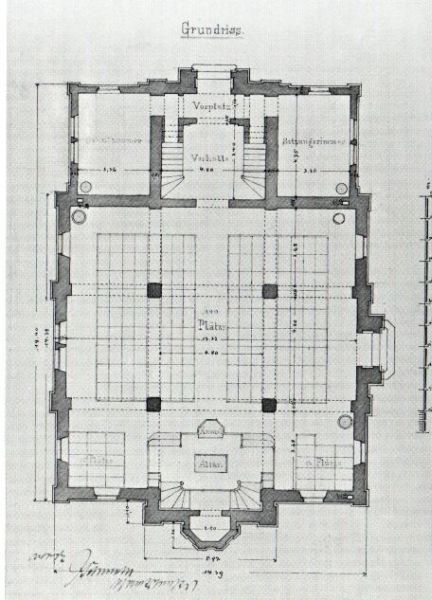
Plan du rez-de-chaussée de la synagogue

En 1876, une Association pour la construction d'une synagogue est créée à Ludwigsbourg. Grâce aux fonds recueillis, il est possible d'acheter en décembre 1883, un terrain de 7 ares et 28 mètres carrés, situé dans la partie extérieure du Seegärten  (au coin de l'Alleenstraße et de la Solitudestraße) au prix de 3 348,80 marks.
L'entrepreneur Paul Baumgärtner et son fils Fritz dessinent les plans de la nouvelle synagogue. En février 1884, les plans sont approuvés par les autorités religieuses juives et le 17 mars 1884, sont données les premiers coups de pioche. Le financement de la synagogue est une charge lourde pour la communauté qui se compose à l'époque de 46 familles, correspondant à environ 200 fidèles. Ce n'est qu'avec l'aide d'un prêt, remboursable en 40 ans que la communauté peut réunir les 35 000 marks nécessaires à la construction. L'État pour sa part, va fournir à la communauté une contribution de 2 500 marks.
La synagogue est inaugurée le 19 décembre 1884. Une procession solennelle défile de l'ancien lieu de prière temporaire dans la Marstallstraße à la nouvelle synagogue. Le rabbin du district, Dr Moses von Wassermann de Stuttgart préside la consécration.
Pendant plus de cinq décennies, la synagogue va rester le centre spirituel et religieux de la communauté juive de Ludwigsbourg. La synagogue ne subit pas de modifications ni de restaurations importantes pendant cette période. Dans les années 1920, le toit reçoit une nouvelle couverture en ardoise. Au printemps 1934, dans la perspective des fêtes du jubilé de la synagogue, l'intérieur de la synagogue, à l'exception de la voûte de la coupole, subit une rénovation.
Les cinquante ans de la synagogue sont fêtés le 15 décembre 1934 dès l'office du matin, avec un sermon prononcé par le rabbin Tanzer de Göppingen, dans la synagogue décorée de nombreuses plantes. L'enseignant principal Metzger récite les prières tandis que le chœur de la synagogue accompagne l'office, suivi par de nombreux hôtes étrangers.

### Description de la nouvelle synagogue
La synagogue de Ludwigsbourg est un bâtiment typique de l'architecture historiciste, populaire au XIXe siècle chez les bâtisseurs de synagogues. Le bâtiment essentiellement de style roman (Rundbogenstil) possède aussi des éléments de style mauresque, principalement au niveau de l'abside. Le bâtiment est massif, orienté d'ouest en est, sur plan carré à deux niveaux, avec au rez-de-chaussée la salle de prière réservée aux hommes et à l'étage deux galeries pour les femmes. Sur le côté ouest, une extension sur un seul niveau sert de vestibule.
D'après les documents fournis lors de la demande d'autorisation de construction, le bâtiment à une longueur totale d'environ 23 mètres sur une largeur d'environ 15 mètres. Du sol jusqu'à la base du paratonnerre situé sur la lanterne, la hauteur est approximativement de 18 mètres, dépassant ainsi les maisons avoisinantes, conformément aux prescriptions religieuses. Les façades du bâtiment sont segmentées verticalement par des lésènes et des avant-corps. 
Comme décoration horizontale, les façades sont divisées à mi-hauteur par une moulure double en grès de couleur brun clair. La base de la construction en pierre de taille est aussi en grès brun clair. La surface des murs extérieurs est de couleur jaune clair tandis que les éléments de séparation sont en briques rouges.
Le rez-de-chaussée de la synagogue, ainsi que la tour carrée sur laquelle repose la lanterne et la lanterne elle-même sont percées de fenêtres à arc plein cintre, tandis que le premier étage de la synagogue est percé de petites et grandes fenêtres rondes à remplage multilobé.
Les Tables de la Loi avec le texte des Dix Commandements situées au-dessus du pignon sont parfaitement visibles aussi bien de l'Alleenstraße que de la Solitudestraße. La synagogue possède deux entrées avec des portails à pignon finement décoré.  Par l'entrée côté ouest, on pénètre dans le vestibule qui donne sur la salle de prière pour les hommes et sur la salle de classe où se donne l'enseignement religieux. La salle de prière possède 140 sièges pour les hommes ainsi que 30 sièges réservés pour les enfants. Les deux galeries au premier étage permettent d'accueillir 87 femmes.
L'orgue, adapté au style de la synagogue est l'œuvre du facteur d'orgue Eberhard Friedrich Walcker de Ludwigsbourg.  Il a été acquis à la suite d'une donation de la famille Elsas et de leurs parents habitant Stuttgart et Cannstatt.

### Liste des officiants
L'officiant est en même temps enseignant, Hazzan (chantre) et Shohet (abatteur rituel). 
- 1816-1830: Bär Jacob Berlinger de Berlichingen
- 1830-1834: Leopold Nathan Hofheimer de Laupheim
- 1834-1878: Salomon Kahn de Nordstetten
- 1878-1908: Abraham Schmal de Laupheim
- 1908-1924: Alexander Adelsheimer de Jebenhausen 1924-1939: Samuel Metzger de Berlichingen

### 1938: Pillage et incendie de la synagogue
Lors de la nuit de Cristal, du 9 au 10 novembre 1938, alors que dans la très grande majorité des villes allemandes, les lieux de culte juif sont pillés et incendiés, il ne se passe rien à Ludwigsbourg.  Ce n'est que le 10 novembre, dans la matinée, que le chef du Sicherheitsdienst (service de sécurité de la SS) du district de Ludwigsbourg, Heinrich Broezel, avec d'autres membres du parti nazi, se prépare à l'action. Les jeunes des Jeunesses hitlériennes sont chargés de transporter les livres de prière, les rouleaux de Torah, les objets de culte et autres objets se trouvant dans la synagogue, par camions jusqu'à un bâtiment communal. Pendant ce temps, plusieurs personnes, sous la direction d'un SA-Sturmführer (lieutenant de la SA), renversent de l'essence, apportée d'une station service locale, en plusieurs endroits du bâtiment. Le feu est mis à la synagogue entre 13h15 et 13h30 et immédiatement les flammes se propagent à tout le bâtiment et font exploser les fenêtres supérieures rondes. Les pompiers, appelés immédiatement par le maire Ostertag, arrivent très rapidement, mais dès le début se consacrent, uniquement à la protection des bâtiments voisins. De nombreux habitants de la ville contemplent l'incendie, avec enthousiasme ou compassion.
Le 14 novembre 1938, les murs en ruine de la synagogue sont dynamités, et les jours suivants, les restes des ruines sont enlevés. Les gravats sont vendus, et les pierres sont utilisées pour rehausser les murs de la prison de Ludwigsbourg. Dans les mois qui suivent, le terrain de la synagogue est transféré à la ville qui y aménage un terrain de jeu pour les jeunes enfants.
Après la destruction de la synagogue, et le départ de nombreuses familles, la vie communautaire juive n'est plus possible que sur une échelle très modeste. La communauté se réunit au centre communautaire situé dans l'ancienne maison de Josef Ottenheimer, 75 Seestraße (maintenant 3 Hohenzollernstraße). En janvier 1939, le Hazzan Samuel Metzger demande par écrit au maire l'autorisation de « tenir des offices le vendredi soir et le samedi » dans ce bâtiment. Ce bâtiment servira à la communauté jusqu'au début des déportations des derniers habitants juifs de Ludwigsbourg. 

### Jugement des responsables de l'incendie
En 1946, à l'initiative du gouvernement militaire américain, une enquête est menée pour trouver les initiateurs et les complices de l'incendie de la synagogue de Ludwigsbourg. Trois hommes sont reconnus coupables: l'ex colonel SA Hans Olpp, l'ancien Ortsgruppenleiter  (responsable SA local) Ferdinand Ostertag et un troisième homme décédé depuis. Les deux survivants sont jugés en juin 1948 par la troisième chambre correctionnelle du  tribunal régional de Stuttgart. Après deux jours de procès, Ostertag est condamné pour l'incendie de la synagogue à neuf mois de prison et Olpp à deux années, assorties de trois ans de privation de droits civiques.

## Commémorations

### La place de la synagogue
L'emplacement de la synagogue, à l'intersection de l'Alleenstraße et de la Solitudestraße reste non bâti pendant plusieurs années après 1945, même si en 1952, le conseil municipal débat, à la demande d'un architecte de Ludwigsbourg, de la possibilité d'y édifier un bâtiment de six à huit étages. Le 15 décembre 1959, une pierre commémorative, décidée l'année précédente, est inaugurée sur laquelle est gravé:
«  Hier stand die im Jahre 1884 erbaute Synagoge.
 Ihre willkürlichen Zerstörung am 10 novembre 1938
 mahne unser Gewissen an die Wahrung von Menschlichkeit u. Rechts.
 
(Ici se trouvait la synagogue construite en 1884.
 Sa destruction sans motif le 10 novembre 1938
 exhorte notre conscience à la sauvegarde de l'humanité et de la justice.) »
Dès 1985, le conseil municipal discute d'un nouvel aménagement du terrain de la synagogue. Celui-ci sera mis en place en 1988: le tracé de l'emplacement de la synagogue est visualisé par des dalles; des acacias boule matérialisent le volume du bâtiment. L'idée est de créer un bosquet de réflexion. Depuis cette refonte de la place de la synagogue, chaque année, se déroule une cérémonie commémorative de la destruction de la synagogue.
En mars 2011, le groupe de travail Dialog Synagogenplatz fait passer un communiqué dans les journaux locaux pour rechercher les derniers témoins vivants de l'incendie de la synagogue. Comme le mentionne Jochen Faber du groupe de travail, le groupe n'est pas là pour accuser des gens et les réponses peuvent être anonymes, mais: 
« Nous voulons recueillir ces souvenirs parce que cela concerne aussi les jeunes...
Nous sommes intéressés uniquement par ce que les gens ont vécu à cette époque…
De façon que cela ne se reproduise jamais. »
Le 11 novembre 2011, Netanel Wurmser, le rabbin du Land assiste à la cérémonie commémorative sur la place de la synagogue, devant plus de 150 personnes: « L'incendie de la synagogue, c'est comme si on avait arraché le cœur de la communauté juive ».

### Transformation de la place en 2014
En septembre 2014, commencent les travaux de refonte complète de la place : les arbres existants sont arrachés et le sol est drainé en profondeur. Sur le côté de la place opposée au bâtiment de la banque des années 1990, cinq arbres nouveaux de grande taille sont prévus. Le concept retenu pour la place, est de pouvoir identifier les différentes parties intérieures de la synagogue par la pose de différents revêtements de sol de la couleur des anciennes surfaces extérieures. 
Une borne d'information électronique donne des renseignements sur la communauté juive de Ludwigsbourg et de son extermination par les nazis, ainsi que sur l'histoire de l'emplacement de la synagogue après la Seconde Guerre mondiale.   
Sur la place, les noms et les dates de naissance et de mort de Juifs et Juives de Ludwigsbourg assassinés sont inscrits sur deux douzaines de reproductions de valises, afin qu'on ne les oublie pas. 

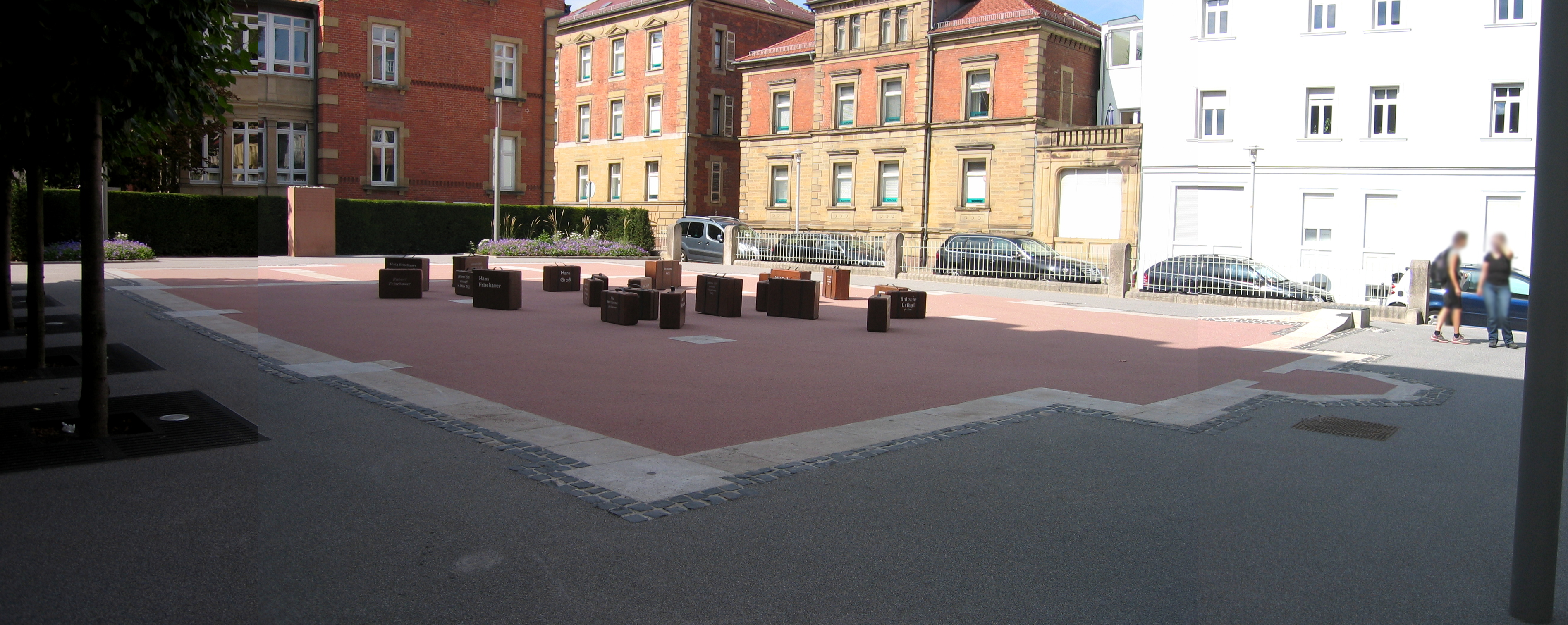
Emplacement de la synagogue en 2015

### Les Stolpersteine
Le 27 septembre 2008, les douze premières Stolpersteine (pierres qui font trébucher) ou pierres du souvenir, ont été encastrées à Ludwigsbourg, dans le trottoir situé juste devant la dernière demeure de victimes du nazisme. 
Les Stolpersteine ont été lancées par l'artiste Gunter Demnig de Cologne, afin de pouvoir mettre un nom sur les victimes et pour ne pas les oublier. Ces pierres du souvenir concernent non seulement les victimes juives, mais aussi les Roms, les homosexuels et les victimes politiques du régime nazi. Actuellement plus de 6 000 pierres ont été installées en Allemagne et en Autriche. Elles mentionnent le nom, le prénom de la victime et si elles sont connues sa date de naissance et de décès. Une nouvelle série de Stolpersteine est encastrée en octobre 2009.
En octobre 2010, une brochure est publiée sur les 31 Stolpersteine déjà installées à Ludwigsbourg, relatant la vie des personnes concernées et l'emplacement de ces Stolpersteine et une marche du souvenir est organisée menant d'un lieu à l'autre.
En février 2011, le Groupe Stolpersteine de Ludwigsbourg publie un livre de 110 pages sur son action, et en avril 2011, d'autres Stolpersteine sont installées en présence de l'artiste Günter Demnig,. 
Le 12 avril 2012, douze nouveaux Stolpersteine sont installés à Ludwigsburg,.